# Héctor Moreno
Héctor Alfredo Moreno Herrera (født 17. januar 1988 i Culiacán, Mexico) er en mexicansk fodboldspiller, der spiller som midterforsvarer hos den mexicanske klub Monterrey. Han har spillet for klubben siden 2021. Tidligere har han blandt andet spillet for den mexicanske klub Pumas, PSV Eindhoven i Holland samt for den hollandske klub AZ Alkmaar.
Med AZ blev Moreno i 2009 hollandsk mester.

## Karriere

### PSV Eindhoven
Den 15. august 2015 blev det offentliggjort, at Héctor Moreno havde skrevet under på en fireårig kontrakt med den hollandske klub PSV Eindhoven for en transfersum på €5 millioner.

## International karriere
Moreno står (pr. november 2022) noteret for 129 kampe og frem scoringer for Mexicos landshold, som han debuterede for i 2007. Han var med i truppen til VM i 2010, VM i 2014 og VM i 2018.

## Titler
Æresdivisionen
- 2009 med AZ 67